# شريان مراري
الشريان المراري أو شريان كيسي (بالإنجليزية: Cystic artery)‏ هو شريان، يقوم بإمداد المرارة والقناة المرارية بالدم المؤكسد.

## تكوين الشريان
في معظم الأحيان (في 70% تقريبًا)، ينشأ شريان مراري وحيد من الثنية الركبية للشريان الكبدي الأيمن في القسم الأعلى للمثلث الكبدي الصفراوي. ينشأ الشريان من أجزاء دانية أو قاصية للشريان الكبدي الأيمن، وتعتبر نسبيًا طبيعية.
بعد انفصال الشريان من الشريان الكبدي الأيمن، يعبر الشريان للأعلى ليصل إلى القناة المرارية ويعطي 2-4 فروع صغيرة تعرف بـشرايين كالوت، والتي تقوم بإمداد جزء من القناة المرارية وعنق المرارة، قبل أن ينقسم ليعطي فروع سطحية كبيرة وفروع غائرة في الطرف العلوي لعنق المرارة:
- الفرع السطحي أو يسمى (الفرع الأمامي) يمر فوق الجانب الأيسر للمرارة.
- الفرع الغائر أو يسمى (الفرع الخلفي) يمر بين المرارة وحفرة المرارة منتهيًا بمنطقة التصاق الصفاق مع سطح الكبد.

## اختلافات تشريحية

### شريان مراري مزدوج
عندما ينشأ الفرع السطحي والفرع الغائر منفصلين، ولا يتشاركان منشأ مخصوص، عندئذٍ يسمى بـالشريان المراري المزدوج، وتوجد في 15% من الحالات.
ينشأ الفرع الغائر والفرع السطحي عمومًا من الشريان الكبدي الأيمن، لكن في بعض الحالات وُجد بأن هذه الفروع تنشأ من الشريان القطعي الأمامي أو الشريان الكبدي الأوسط أو الشريان الكبدي الأيسر أو الشريان المساريقي العلوي أو الشريان المعدي الإثنا عشري أو الشريان خلف الإثنا عشري.
نصف الشرايين المرارية السطحية تقريبًا تمر خلال المثلث الكبدي الصفراوي، بينما الشرايين المرارية الغائرة عادة هي صغيرة في الطول والقطر. الشريان المراري الثلاثي نادر الحدوث ويحصل بنسبة 0-0,3% من الحالات.

### المنشأ غير الطبيعي للشريان الكبدي الأيمن
التشريح غير المعتاد للشريان الكبدي الأيمن يمكن أن يؤثر في مسار وتكوين الشريان المراري، حيث أن حدوث المنشأ غير الطبيعي للشريان  الكبدي الأيمن يمكن حدوثه في 2-16% من الحالات.
بشكل عام ينشأ هذا الشريان غير الطبيعي من الشريان المساريقي العلوي، ونادرًا يكون من الأبهر البطني وهنا ينشئ ما يسمى بـ شريان كبدي أيمن بديل يعبر خلال المثلث الكبدي الصفراوي ويمر خلف القناة المرارية وموازيًا لها.
بسبب قرب المرارة الشديد من الشريان الكبدي الأيمن (البديل)، ينشأ ما يسمى بسنام موينيهان وهذا الشريان ينتج فروع مرارية قصيرة متعددة أكثر من إنتاجه لشريان مراري وحيد.

### الشريان الكبدي الأيسر
هنا، الشريان المراري ينشأ من الشريان الكبدي الأيسر، وفي هذه الحالة يقوم الشريان بالعبور خلال متن الكبد، ليصل قرب عنق المرارة، قبل انقسامه إلى فرع صاعد (علوي)، وفرع نازل (سفلي). هذه الحالة توجد تقريبًا في 1% من الحالات.
هذا النوع من الشريان المراري لا يعبر خلال المثلث الكبدي الصفراوي، ولوحظ أنه يتواجد أمام وكذلك خلف القناة الكبدية الأصلية.

### الشريان المراري المتكرر
يوجد الشريان المراري المتكرر في أقل من 1% من الحالات، حيث ينشأ الشريان المراري من الشريان الكبدي الأيسر، ويعبر إما خلال الرباط المراري الإثناعشر أو خلال الرباط القولوني الإثناعشري (يصل المرارة بالإثناعشر والقولون المستعرض)، وبذلك يتبع الطرف الأيمن للرباط الكبدي الإثناعشري، ويتصل بقاع المرارة قبل أن ينزل ليغذي جسم وعنق المرارة.

### شريان مراري منخفض التموضع
عندما ينشأ شريان مراري وحيد من الشريان المعدي الإثناعشري، يكوّن ما يسمى بـشريان مراري منخفض التموضع، ويمر هذا الشريان أسفل القناة المرارية خلال الرباط المراري الإثناعشري، ولذلك فهو يبقى خارج المثلث الكبدي الصفراوي.
هذه الحالة توصف أحيانًا باسم الشريان المراري السفلي كاسم بديل، وتعتبر حالات (اختلاف تموضع) الشريان المراري والقناة المرارية منتشرة بنسبة 5%.
في 25% من هذه الحالات المترافقة باختلاف التموضع، سيكون هناك إمداد دموي ثانوي للمرارة عن طريق شريان منخفض التموضع أيضًا والذي يعمل ليكافئ عمل الفرع الدموي الخلفي.

## الأهمية السريرية
يجب التعرف على الشريان وربطه، في جميع العمليات التي تتضمن إزالة المرارة (استئصال المرارة).

## وصلات خارجية
- Cystic artery - thefreedictionary.com
- Cystic+artery في قاموس إي ميديسين

- صور تشريح صني 8331
- صور تشريح صني 7967
- درسٌ تشريحي حول celiactrunk مُعدٌ بواسطة ويسلي نورمان (جامعة جورجتاون).
- درسٌ تشريحي حول liver مُعدٌ بواسطة ويسلي نورمان (جامعة جورجتاون). (biliarysystem)